# Sport à Saint-Marin
Malgré sa petite taille, le sport à Saint-Marin est une composante importante de la vie locale.

## Disciplines

### Football
À l'instar de l'Italie, le football est le sport le plus populaire à Saint-Marin.

#### National
Le championnat de football de Saint-Marin est organisé par la Fédération de football de Saint-Marin (FSGC). Les quinze équipes qui prennent part à la compétition sont réparties en deux groupes de huit et sept équipes. Les trois premiers de chaque groupe s'affrontent ensuite dans un tournoi.
Avant 2007, le champion obtenait une place dans les tours préliminaires de la Coupe UEFA. En 2007, l'UEFA a accordé à Saint-Marin une place dans le premier tour de qualification de la Ligue des champions. En 2007, le champion national, le SS Murata était le premier club à représenter Saint-Marin en Ligue des champions, en perdant face à l'équipe de Tampere (Finlande). Saint-Marin a aussi un représentant dans le championnat italien, avec le San Marino Calcio qui joue en Serie C2 / B. Ce club joue ses matches à domicile au Stadio Olimpico de Serravalle.

#### International
L'équipe nationale de football de Saint-Marin a joué son premier match international non officiel en 1986, contre l'équipe olympique canadienne. Sa première sortie en compétition était le 14 novembre 1990, une défaite 0-4 contre la Suisse dans les qualifications pour le championnat d'Europe. Ces défaites ont donné le ton de la plupart des sorties suivantes de l'équipe.
Ils ont eu un bref moment de gloire quand face à l'Angleterre en éliminatoires de la Coupe du Monde le 17 novembre 1993, Davide Gualtieri marque après seulement 8,3 secondes de jeu. But, jusqu'à récemment, le plus rapide de la compétition. En dépit de ce but (seulement la troisième de Saint-Marin au niveau international), le micro-État a perdu 7-1.
Le 29 avril 2004, Saint-Marin enregistre sa première victoire, avec une victoire 1-0 contre le Liechtenstein dans un match amical international. Andy Selva a marqué le seul but.
En octobre 2012, Saint-Marin est 207e dans le classement mondial de la FIFA.
Le footballeur saint-marinais le plus connu est Massimo Bonini, milieu de terrain, qui a joué pour l'équipe nationale, mais plus particulièrement pour la Juventus en Italie de 1981 à 1988 avec lequel il a gagné trois fois le championnat d’Italie mais également une fois la Coupe d’Europe des clubs champions et la Coupe intercontinentale.

### Sport automobile
Malgré son nom, le Grand Prix automobile de Saint-Marin a lieu dans la ville italienne d'Imola, à environ 100 km au nord-ouest de Saint-Marin, le long de la Via Emilia. Il a été retiré du calendrier en 2007 en raison de problèmes dans les négociations avec les organisateurs de l’événement.
Depuis 2006, Saint-Marin organise la coupe FIA Energies Alternatives.

### Baseball
Saint-Marin dispose d'un club de baseball professionnel reconnu, T & A Saint-Marin, qui joue dans la division supérieure de baseball professionnel italien, la Série A1. Il a participé à la Coupe européenne avec les meilleures équipes de baseball professionnels européens à plusieurs reprises, hôte de l'événement en 1996, 2000 et 2004.
Il a remporté le championnat en 2006 et 2008.

### Basketball
Fondé en 1968, la fédération de Saint-Marin de basket-ball organise le basket à Saint-Marin. La fédération organise le championnat national et dirige l'équipe nationale. Il y a aussi un tournoi de basket-ball international annuel organisé chaque été appelé Coupe de basket-ball de Saint-Marin.